# Nyokon I
Pour les articles homonymes, voir Nyokon.
Nyokon I est un village du Cameroun situé dans la région du Centre et le département du Mbam-et-Inoubou. Il fait partie de la commune de Makénéné.

## Population
En 1964, le village comptait 538 habitants, principalement Nyokon.
Lors du recensement de 2005, on y dénombrait 502 personnes.